# Deuba
Deuba – miasto na Fidżi, w Dystrykcie Centralnym, na wyspie Viti Levu; w prowincji Namosi. Według danych szacunkowych na rok 2009 liczy 1881 mieszkańców.